# Horace Finaly
Horace Finaly (Budapest, 30 maggio 1871 – New York, 19 maggio 1945) è stato un banchiere e bibliofilo francese di origine ungherese.

## Biografia
Figlio di Hugo Finaly e Jenny Ellenberger, Horace nacque il 30 maggio 1871 a Budapest in seno alla famiglia Finaly-Ellengergers, finanzieri ebrei di origine austro-ungarica, in seguito naturalizzati francesi. Il padre Hugo era cugino della madre e nipote del banchiere Horace de Landau, rappresentante di James de Rothschild a Torino dal 1862 nonché agente della banca Rothschild per il finanziamento dell'unità italiana (1864).
Già compagno di studi di Marcel Proust e Robert de Flers al Lycée Condorcet, Horace si laureò in giurisprudenza all'Università di Parigi e, come assiduo frequentatore del salotto dei suoi genitori, entrò in contatto con l'élite culturale dell'epoca, in particolare con personaggi quali Anatole France e Gabriele D'Annunzio. Nel tempo libero frequentò spesso Firenze, città nella quale i genitori possedevano, come eredità di Horace de Landau, Villa Landau-Finaly con un'importante biblioteca ricca di manoscritti, incunaboli ed edizioni rare.
Inserito da suo padre nella Banque de Paris e des Pays-Bas a partire dal 17 aprile 1900, Horace Finaly si specializzò nell'emissione di titoli di stato collocati a Parigi e nel 1909 fu nominato direttore della banca dal suo presidente, Eugène Goüin. Amministratore delegato a partire dal 7 ottobre 1919, di comune accordo con il Ministero degli Esteri francese, coinvolse la banca in operazioni nel settore industriale, chimico, petrolifero, in Europa e in Medio Oriente, con l'obiettivo politico di evitare un ritorno del potere tedesco dopo la prima guerra mondiale in settori vitali per gli interessi diplomatici e militari francesi.
Nel 1925, al tempo del governo sostenuto dal Cartello delle Sinistre, spinse la sua cooperazione con il potere politico fino a possedere un ufficio presso il Ministero delle Finanze, provocando così l'ira del ministro competente Joseph Caillaux, che dichiarò testualmente di voler rimandare "questo ebreo nel suo ghetto!". L'incidente politico conseguente a tale dichiarazione determinò, nell'ottobre 1925, le dimissioni del presidente del consiglio Paul Painlevé e la nascita di un nuovo governo. Membro del Comitato parigino della Banca ottomana dal 1920 al 1937, fu anche direttore della Banca di Siria.
In ragione delle sue posizioni politiche, vicine alla sinistra, nel 1936/37 Horace Finaly fu l'unico banchiere a sostenere il governo del Fronte Popolare di Léon Blum, anche quando questo dovette affrontare gravi difficoltà finanziarie a partire dall'estate 1936. Tale appoggio costò a Finaly, il 7 giugno 1937, la rimozione dall'incarico di direttore della Banque de Paris et des Pays-Bas a cui fece seguito, il 21 giugno dello stesso anno, la caduta del governo Blum.
Horace Finaly lasciò la Francia nell'agosto 1940 a seguito dell'invasione tedesca e si rifugiò a New York, dove morì il 19 maggio 1945, poco dopo la fine della guerra in Europa.
D'accordo con gli altri eredi, lasciò il nucleo più prezioso della collezione libraria conservata a Villa Finaly al Comune di Firenze, che lo depositò presso la Biblioteca Nazionale Centrale nel 1949. Un'altra sezione della collezione è conservata fin dal 1931 presso la sede di Matematica della Biblioteca di Scienze dell'Università di Firenze e potrebbe costituire parte di quella “sottobiblioteca” scientifica voluta a suo tempo proprio da Horace Finaly, grande appassionato di matematica. La villa, invece, fu lasciata in eredità alla Cancelleria dell'Università di Parigi (1953) che la trasformò in un centro di accoglienza e ricerca.